# Конрой, Джордан
Джордан Конрой (англ. Jordan Conroy, родился 10 марта 1994 года) — ирландский регбист, выступающий на позиции винга за клуб «Бакканирс» в Дивизионе 2A Всеирландской лиги и за сборную Ирландии по регби-7.

## Биография

### Ранние годы
Родился в Германии, в возрасте 10 лет переехал жить в Ирландию. Занимался лёгкой атлетикой с 8 до 14 лет (спринтерские дистанции), затем переключился на футбол и даже проходил смотры в клубе «Сент-Патрикс Атлетик», прежде чем начать заниматься регби.

### Клубная карьера
В сезоне 2015/2016 Конрой дебютировал за команду «Талламор» из Дивизиона 2C Всеирландской лиги и занёс самую быструю попытку в истории розыгрыша турнира в матче против клуба «Ардс» (победа 60:10). В сезоне 2016/2017 он выступал за клуб «Бакканирс» в дивизионе 1B Всеирландской лиги и занёс 18 попыток, обеспечив клубу выход в дивизион 1A. В том же сезоне он был признан лучшим клубным игроком провинции Коннахт, а также лучшим игроком Дивизиона 1B. Играл в Британско-ирландском кубке за «Коннахт Иглз».

### Карьера в сборной
Дебют Конроя в сборной Ирландии по регби-7 состоялся в 2016 году на турнирах сборных в Ньюкасле и Амстердаме. В 2017 году Конрой выступил на чемпионате Европы по регби-7, сыграв на всех четырёх этапах и став серебряным призёром чемпионата. Он был в заявке на этап в Москве, который Ирландия выиграла, а Конрой занёс попытку в зачётку сборной Грузии. На этапе в Лодзи Ирландия заняла 3-е место, а Конрой занёс 6 попыток, отличившись в каждом из шести матчей. На этапе в Клермон-Ферране Конрой занёс попытку в полуфинале против Испании (победа 17:5), а в финале этапа занёс две попытки россиянам, принеся победу со счётом 17:14. На последнем этапе в Эксетере Конрой занёс шесть попыток и стал лучшим игроком турнира, опередив в этой гонке Гарри Макналти, однако ирландцы финишировали по итогам этапа только на 3-м месте, уступив в общем зачёте победителям этого этапа и чемпионам Европы сборно России.
В 2018 году Конрой сыграл на чемпионате мира в Сан-Франциско, заняв с командой 9-е место, а в том же году завоевал титул чемпиона Европы — первый в истории ирландской сборной: он сыграл на этапах в Москве (занёс 8 попыток, в том числе 4 в полуфинале против Франции, Эксетере и Лодзи. В том же году он сыграл на этапе Мировой серии по регби-7 в Лондоне, занеся снова 8 попыток за турнир: три попытки помогли ирландцам победить Англию и занять 3-е место впервые в истории выступлений на этапах Мировой серии, а сам Конрой попал в символическую сборную турнира и также был признан лучшим игроком Ирландии в регби-7 по версии прессы.
В сезоне 2019/2020 в Гонконгском квалификационном турнире Конрой занёс 10 попыток, в том числе оформив хет-трик в групповом этапе против России и занеся две попытки против Германии в полуфинале (победа 19:10). На этапе в Дубае Конрой занёс семь попыток, положив пять из них в зачётку Шотландии, и стал лидером этапа по попыткам, попав в символическую сборную турнира. По итогам досрочно завершённого из-за COVID-19 розыгрыша Мировой серии Конрой с 30 попытками стал лучшим бомбардиром серии в сезоне 2019/2020, попав и в её символическую сборную.
В июле 2021 года ирландская сборная квалифицировалась на Олимпиаду в Токио: в финале межконтинентального отбора в Монако ирландцами была обыграна Франция со счётом 28:19. Конрой участвовал в этом отборочном турнире: играя в паре с Терри Кеннеди, они занесли в матчах отборочного турнира 20 попыток на двоих (Конрой отличился и в финале против французов). Джордан попал также и в символическую сборную отборочного турнира. На Олимпиаде он сыграл все 5 матчей своей сборной и набрал 10 очков, занеся две попытки в зачётную зону в матче против Южной Кореи, а его команда заняла 10-е место.